# (6305) Helgoland
(6305) Helgoland est un astéroïde de la ceinture principale.

## Description
(6305) Helgoland est un astéroïde de la ceinture principale. Il est découvert le 6 avril 1989 à Tautenburg par Freimut Börngen. Il présente une orbite caractérisée par un demi-grand axe de 2,22 UA, une excentricité de 0,10 et une inclinaison de 4,7° par rapport à l'écliptique. 
Il est nommé en référence à Heligoland (en allemand Helgoland), une île de la mer du Nord, qui avec sa voisine inhabitée Düne forme l'archipel d'Heligoland, appartenant depuis 1890 à l'Allemagne.

## Compléments